# الشبكة 2.0 (فلم 2006)
الشبكة 2.0 (بالإنجليزية: the net 2.0) فيلم اميركي إثارة-سياسة نشر عام 2006، من إخراج إتشارلز وينكلر ومن بطولة نيكي ديلوتش تكملة لفيلم الشبكة عام 1995 من إخراج ايروين وينكلر، ولكن الفيلم في قصة مختلفة. القصة متعلقة بي هوب كاسيدي، محللة انظمة كمبيوتر تكتشف أن هويتها قد سرقت عندما تهبط في إسطنبول من أجل وظيفة جديدة، ويقوم المخرج تشارلز بتمكلة سلسلة والده وايروين.

## الحبكة
يبدا الفيلم مع مشهد هوب كاسيدي تهرب من مطارديه في شوارع إسطنبول. وقالت انها سجنة بتهمة ارتكاب جرائم مختلفة، وتم استجوابه من قبل طبيب. يائسة لإنقاذ نفسها، فهيا تبدأ قصتها في سلسلة من ذكريات الماضي